# إدراك الإدراك

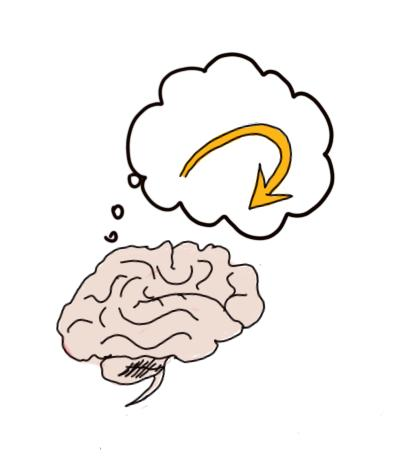

اِذهان الاِذهان  (بالإنجليزية: Metacognition)، أو ما وراء الاستذهان، هو مجال دراسة كيفية إدراك المعرفة المحصلة. يعرف عادة بـ «المعرفة حول المعرفة». الاذهان الذاتي يأخذ أشكال مختلفة مثل معرفة متى وكيفية تطبيق «إستراتيجيات مختلفة للتعلم أو حل المشاكل»  «الذاكرة الإدراكية، أو معرفة الفرد حول ذاكرته، هو نوع مهم من أنواع اِذهان الاِذهان.». لا يوجد دراسات وافية حول الاختلافات في الاستذهان بين الثقافات المختلفة والتي لو حصلت لأعطت نتائج مفيدة في تحسين ظروف التعلم بين الطالب والمعلم في مجال الثقافات المتعددة. وينظر بعض علماء النفس الثوريين بأن اذهان الاذهان هي أداة للمحافظة على البقاء والذي تجعله ضرورة حية في جميع الثقافات. كما يمكن تتبع الكتابات حول الموضوع إلى أيام الفيلسوف الإغريقي أرسطو وخاصة في أعماله بعنوان «حول الروح» (بالإنجليزية: De Anima) و«الماورائيات» (بالإنجليزية: Parva Naturalia).

## تعريف
أول من استعمل مفردة Metacognition كان جون فلافِل (بالإنجليزية: John H. Flavell) الذي عرفها بـ:
|اذهان الاذهان هي عبارة تصف معرفة الفرد لأسلوب معالجته للإدراك وكل ما يتعلق بها.
وتُعرف بشكل مختلف بحسب الاختصاص. وهي تدل على الدراسات والأبحاث حول مراقبة الذاكرة، والتهذيب الذاتي، والمنطق، والوعي. وفي الممارسة، تستعمل هذه المدارك لتعديل الإدراك الذاتي ليعظّم القدرة على التفكير، والتعلم ولتقييم القيم والأخلاق الحميدة.
و يبحث اذهان الاذهان في مجال الذكاء الاصطناعي والنماذج العلمية والأنظمة الكلية.
وفي مجال آخر، استعملت العبارة بمعنى معرفة الشخص بموته.استعمل هذا المعنى كتاب موسيقى غرنج (grunge) في التسعينات من القرن العشرين.

## العلاقة مع التعقل
يؤمن علماء الإدراك أن القدرة على التبحر بالإدراك هي صفة فريدة من صفات الجنس العاقل (sapient). أظهرت بعض القردة قدرتهم على الحكم على قوة ذاكرتهم، بينما لم يجزم بمقدرة الطيور على القيام بنفس العمل. وفي عام 2007 أظهرت إحدى الدراسات تمكن بعض الجرذان من اذهان الاذهان 